# 利树跳蛛
利树跳蛛（学名：Yllenus auspex）为跳蛛科树跳蛛属的动物。分布于俄罗斯、蒙古以及中国大陆的新疆等地，主要生活于树林及草丛。其生存的海拔范围为1200至820米。该物种的模式产地在俄罗斯。